# Pogonatum alpiniforme
Pogonatum alpiniforme là một loài Rêu trong họ Polytrichaceae. Loài này được (Cardot) E.B. Bartram miêu tả khoa học đầu tiên năm 1946.